# Плаксиха
Плаксиха — деревня в Кукморского района Республики Татарстан Российской Федерации. Входит в Чарлинское сельское поселение.

## Название
Известен первоначально как починок Каканур (1716—1717 г.). Список населённых мест Казанской губернии 1859 г. приводит двойное название деревни: Кубанчур (Плаксиха). Справочник административно-территориального деления Татарской АССР на 1 января 1948 года приводит одно название: Плаксиха

## География
Находится в северо-западной части Татарстана на правом берегу реки Вятка, в 44 км к юго-востоку от пгт Кукмор, административного центра района.

## История
Упоминается впервые как починок Каканур (Арская дорога, сотня татарина Аметки Битянова) в Переписи и ревизии Вятского края 1716—1717 г.
До упразднения уездно-губернского деления входило в состав Лыябаш-Кляушской волости Мамадышского уезда Казанской губернии. С 1920 года в составе Мамадышского кантона Татарской АССР. С 10.08.1930 г. в Таканышском, с 01.01.1932 — в Кукморском, с 10.02.1935 — в Таканышском, с 01.02.1963 — в Сабинском, с 12.01.1965 — в Кукморском районах.

## Население
| 2013 |
| ---- |
| 19   |

Основана как татарская деревня, в 19 веке заселена русскими.

## Инфраструктура
Личное подсобное хозяйство с зоной сельскохозяйственного использования, индивидуальная застройка усадебного типа. В Плаксихе на 2013 год осталось четырнадцать хозяйств коренных жителей, проживает 19 человек, в основном преклонного возраста. В деревне располагаются дачи.

## Достопримечательности
Памятник «Павшим в Великой Отечественной войне».

## Транспорт
Деревня доступна автотранспортом.